# Santuario di Santa Maria dell'Acquasanta
Il santuario di Santa Maria dell'Acquasanta o dell'Acqua Santa (denominata nel corso dei secoli anche come Santa Maria dell'Orto, Santa Maria d'Ammonte o anche Madonna del Sasso) è un luogo di culto mariano cattolico della città di Marino, nell'area dei Castelli Romani, in città metropolitana di Roma Capitale e sede suburbicaria di Albano. Attualmente è incluso nella parrocchia della basilica di San Barnaba.

## Storia
(Dante Bernini, vescovo della diocesi suburbicaria di Albano, in Vincenzo Antonelli, La Chiesa della Madonna dell'Acquasanta in Marino, Veroli 1993, p. 3.)
L'immagine della Madonna venne probabilmente realizzata tra il IV ed il IX secolo, secondo la tradizione popolare attorno al VI secolo, come lasciano supporre le modalità di realizzazione riscontrate durante l'ultimo restauro del dipinto ed il fatto che le misure dello stesso siano agevolmente calcolabili in piedi romani. In seguito, l'immagine venne ridipinta tra il XII ed il XIV secolo e parzialmente rimaneggiata attorno al Cinquecento ed infine nel Settecento, quando l'orientamento dell'immagine venne adattato all'orientamento dell'altare.
Quando incominciò la venerazione dell'immagine la stessa doveva trovarsi in un'edicola stradale all'aperto, lungo l'allora strada pubblica che conduceva a Castel Gandolfo ed Albano Laziale, corrispondente all'attuale via Antonio Fratti. L'immagine era collegata all'abitato con una scala di trentaquattro gradini scavata nel peperino, che permetteva di evitare il ripido tornante della strada e che ancora oggi è visibile sul retro del santuario. La venerazione dell'immagine è legata anche ad un evento miracoloso riferito dalla tradizione popolare: si narra che un uomo, mentre si recava a cavallo sulla via Maremmana Inferiore in direzione di Castel Gandolfo ed Albano Laziale, perse il controllo dell'animale nei tornanti della strada e rischiava di cadere nel precipizio, se la Madonna non fosse intervenuta a salvarlo. Nei secoli successivi, altri miracoli vennero attribuiti alla Vergine dell'Acquasanta: nell'agosto 1883 l'alto prelato Pietro Rota, arcivescovo di Cartagine e canonico regolare della basilica di San Pietro in Vaticano a Roma, fece realizzare un ex voto a Maria per ringraziarla di averlo salvato da una rovinosa caduta da cavallo nei sentieri a precipizio sul Lago Albano; e così molti altri episodi, anche piuttosto seri.
L'edicola venne visitata nell'estate 1260 o comunque agli inizi degli anni settanta del Duecento da san Bonaventura da Bagnoregio, cardinale vescovo della diocesi suburbicaria di Albano dal 1270 al 1274, che assorto in preghiera presso l'immagine mariana ebbe l'ispirazione per fondare l'arciconfraternita del Gonfalone di Marino.
Probabilmente nel Cinquecento l'edicola stradale venne inglobata nel primo nucleo del santuario, poiché nel catasto delle proprietà marinesi della famiglia Colonna del 1566 viene menzionata un "ecclesia" dedicata alla Madonna "loco divotissimo". Nel corso del Seicento venne anche realizzata la canonica situata sopra la chiesa, poiché nel 1682 vi risultavano residenti tre eremiti. L'aspetto definitivo all'interno del santuario venne determinato dai lavori effettuati tra il 1693 ed il 1720: l'intero edificio, ad una navata, è scavato nel peperino e presenta resti di intonaco e costolonature.
L'altare rococò era stato già realizzato nel 1759, mentre due sacerdoti calabresi Giovanni Andrea e Nicola Fico finanziarono nel 1788 la costruzione dell'altare laterale del Santissimo Crocifisso, che venne successivamente utilizzato dall'Ordine Francescano Secolare, come testimonia lo stemma apposto sull'altare stesso. Nel 1792 i due sacerdoti calabresi finanziarono nuovamente il santuario, completando la torre della canonica con altri due piani e realizzando sopra di essa un campanile a vela di piccole dimensioni.
L'aspetto attuale della facciata del santuario è dovuto agli interventi finanziati nel 1819 da Francesco Fumasoni Biondi e commissionati all'architetto Matteo Lovatti, che realizzò qui una delle sue opere più celebrate e meglio riuscite. Tra il 1823 ed il 1824 Massimo d'Azeglio, che in quel periodo soggiornava a Marino, eseguì una decorazione pittorica nella chiesa su commissione del Fumasoni Biondi, oggi perduta.
Nel 1926 il nobile Riccardo Tuccimei, enfiteuta del santuario all'epoca di proprietà del capitolo della basilica collegiata di San Barnaba, decise di demolire il campanile della chiesa, decisione che pur contestata dal Comune e dalla "Società dell'Acqua Santa" venne comunque messa in atto.
Negli anni ottanta del Novecento è stato eseguito sull'immagine sacra un restauro curato dall'architetto Vincenzo Antonelli, che ha condotto ad importanti risultati sotto il profilo storico e artistico.

## Descrizione

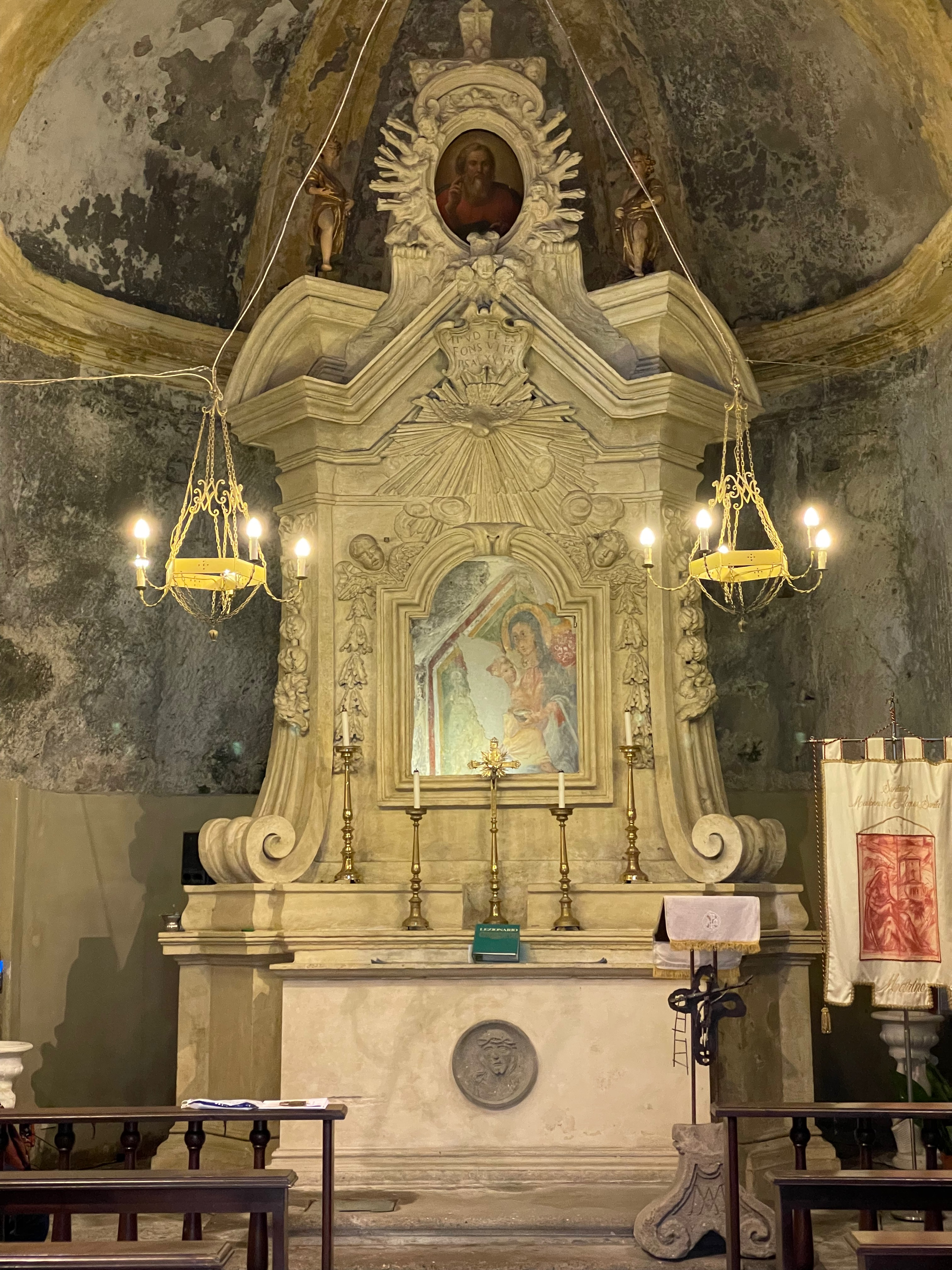
L'altare con l'icona della Madonna.

### La facciata ed il nartece
La facciata ed il nartece del santuario sono stati realizzati nel 1819 dall'architetto Matteo Lovatti, attivo nello stesso periodo anche a Velletri ed Albano Laziale ed insignito per i suoi meriti artistici dell'Ordine di San Silvestro Papa, con il finanziamento del canonico regolare della basilica di San Barnaba Francesco Fumasoni Biondi.
Il prospetto della facciata, neoclassico, è realizzato interamente in peperino, con un ingresso "in antis" (cioè scandito da due colonne tuscaniche) che sorreggono un architrave modanato sostenuto da mensola che corre lungo tutto il prospetto della facciata. La cancellata in ferro battuto che chiude il nartece all'esterno è stata collocata nel 1865, ed ora è sostituita con una vetrata. Sulla trabeazione della facciata si legge la seguente iscrizione:
L'interno del nartece è spoglio, sopraelevato di tre gradini rispetto al piano stradale (dislivello ridotto ad un solo gradino dopo la pavimentazione della piazza del santuario in sanpietrini all'inizio del Novecento). Il portale interno della chiesa, in origine direttamente situato all'esterno, è stato realizzato nel Settecento e presenta stipiti modanati ed un timpano arcuato al centro del quale probabilmente era collocato uno stemma, come raffigurato da alcune stampe e disegni.

### L'interno del santuario

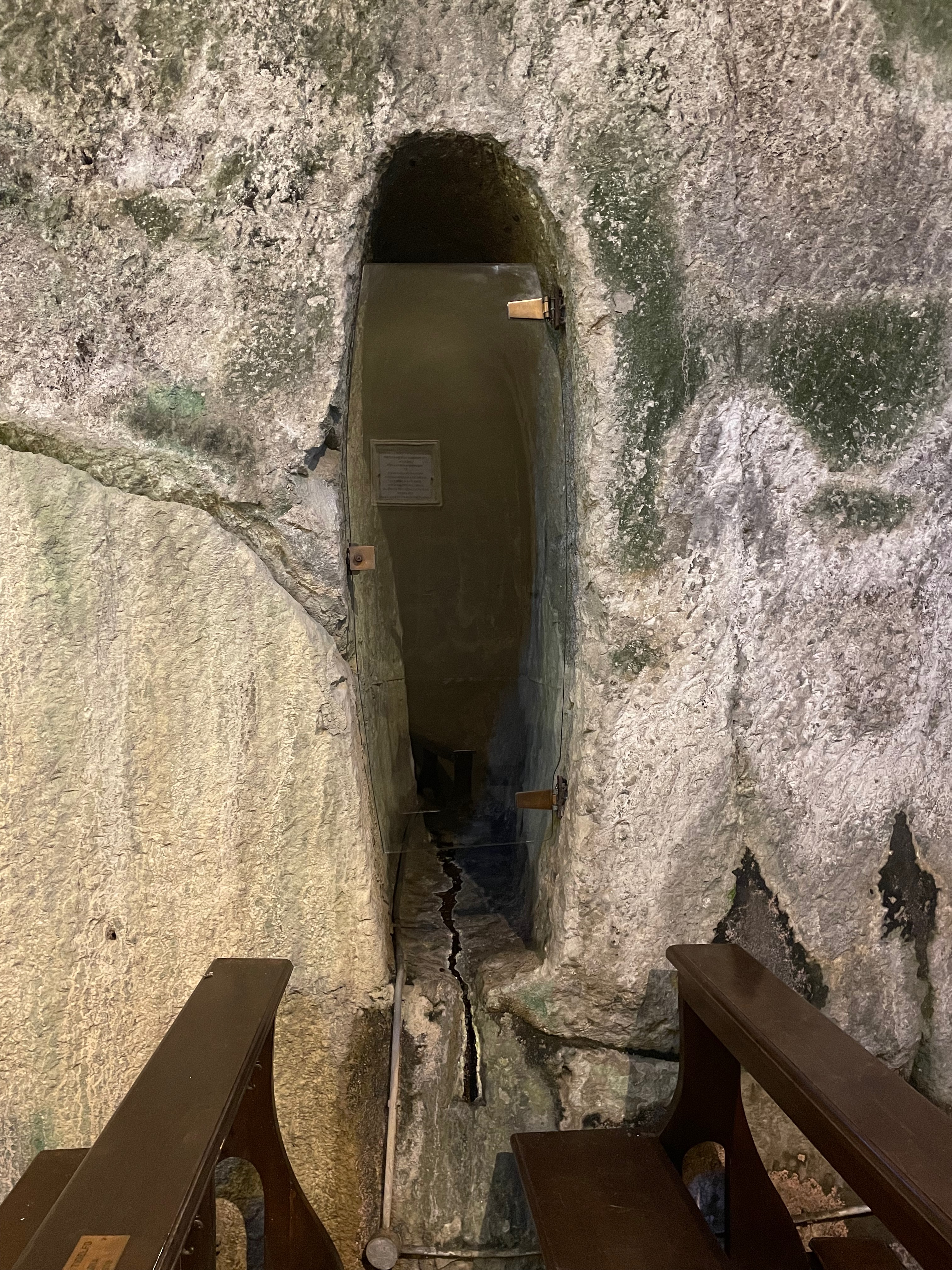
Il taglio nel peperino sulla parete destra del santuario.

L'interno del santuario è ad una navata, con la parte destra interamente scavata nel peperino, tanto che l'unica finestra è situata sulla parete sinistra, sopra l'altare del Santissimo Crocifisso, unico altare laterale della chiesa. La presenza di costolonature farebbe supporre che in origine le pareti e la volta fossero intonacate, tuttavia allo stato attuale la roccia è lasciata a vista, con chiazze di umidità evidenti a tratti. Il perimetro dell'aula è attraversato da un robusto cornicione.
Nella parete destra si apre un taglio nel peperino, probabilmente un antico acquedotto che serviva la grotta vicina al santuario, che alcuni hanno ipotizzato essere un santuario romano o pre-romano, collocato in prossimità del Bosco Ferentano consacrato alla divinità indigena latina Ferentina.
Sulla parete sinistra, c'è una lapide di marmo apposta dai sacerdoti calabresi Giovanni Andrea e Nicola Fico nel 1788 a celebrazione del loro finanziamento per la costruzione dell'altare laterale del Santissimo Crocifisso. La lapide recita così:
Il medesimo altare del Crocifisso venne dunque costruito alla fine del Settecento per devozione di questi due sacerdoti calabresi, e non presenta particolari notevoli di attenzione, anche perché rimaneggiato in varie epoche: l'Ordine Francescano Secolare ad esempio fece apporre il proprio stemma in marmo bianco su campo blu nell'ovale del timpano. Tra il 1823 ed il 1824 lo stesso canonico Fumasoni Biondi che aveva finanziato la realizzazione della facciata donò all'altare un crocifisso ligneo a grandezza naturale e chiese a Massimo d'Azeglio, all'epoca villeggiante in Marino, di realizzare una cornice pittorica all'immagine sacra. Peraltro il pittore, futuro presidente del Consiglio dei ministri del Regno d'Italia, venne aiutato nell'opera da due briganti rifugiatisi nel santuario per sfuggire all'arresto, segno che nel santuario era possibile avere diritto di asilo per i criminali comuni. Attualmente, sono andati perduti sia il crocifisso, probabilmente trasferito prima della seconda guerra mondiale nella basilica di San Barnaba e sostituito con un crocifisso ligneo policromo ottocentesco di medie dimensioni, che l'affresco. Lo storico marinese Girolamo Torquati ritiene che nel santuario fosse esposto in origine il Santissimo Crocifisso di Marino, immagine che iniziò a fare miracoli nel giugno 1635 e venne traslato nella chiesa della Santissima Trinità, dove ancora è custodito, dalla congregazione religiosa dei Chierici Regolari Minori nel giugno 1637.
L'altare maggiore, ricavato da un grande blocco di peperino isolato probabilmente nel Settecento, ospita l'immagine mariana incorniciata da festoni e volute di stucco, e sormontati da due timpani spezzati al centro dei quali si legge l'iscrizione in lingua latina: "apud Te est fons vitae - Psal XXXV" ("presso di te è la fonte della vita", salmo 35"). Sui due timpani, sono collocate due statue di piccole dimensioni raffiguranti bambini riccioluti: al centro, un piccolo tondo raffigurante Dio e lo Spirito Santo sta a rappresentare, in collegamento con il Bambino Gesù sottostante, la Trinità.

### La sacrestia
L'accesso alla sacrestia è dato da una porta in bronzo opera recente del pittore e scultore marinese Stefano Piali (2005), che raffigura il miracolo della Madonna dell'Acquasanta. Gli stipiti in peperino della porta sono antichi.
Il locale della sacrestia è una stanza rettangolare dal soffitto con volta a padiglione coperto da stucchi del Settecento ora in gran parte rovinati. Fuori della sacrestia c'è un giardinetto, che lo studioso Vincenzo Antonelli ipotizza essere stato l'"orto" che diede la prima denominazione al luogo di culto: qui è collocata la scala scavata nel peperino che costituiva l'accesso originario all'immagine mariana prima della costruzione della chiesa.

### La torre della canonica

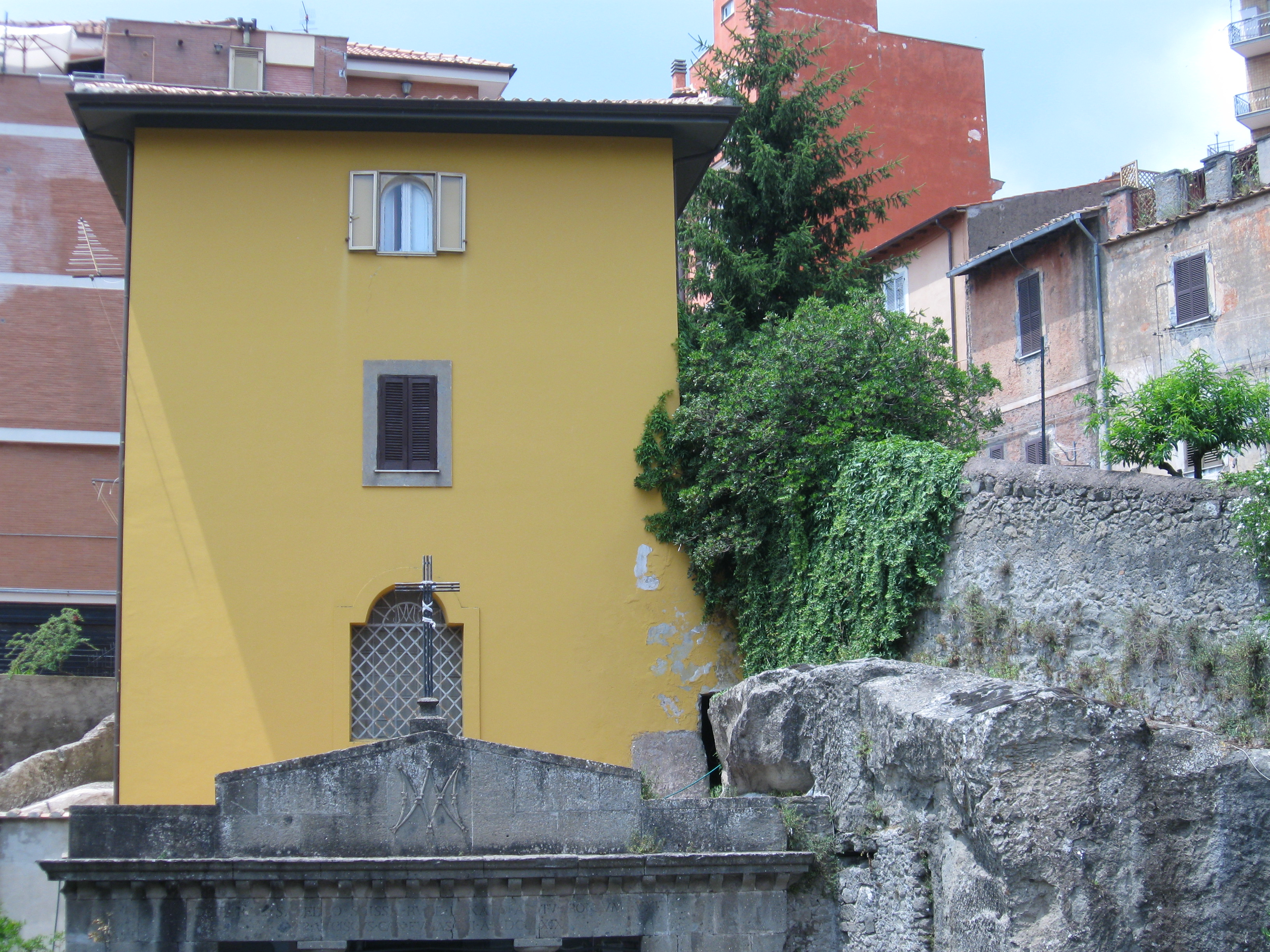
La torre della canonica e, in basso a destra, il taglio nella rupe.

Sopra la chiesa si eleva una torre a due piani, già esistente nella seconda metà del Cinquecento e sopraelevata alla fine del Settecento. Al culmine della torre sorgeva un campanile a vela di piccole dimensioni, demolito negli anni venti: delle due campane ivi collocate, una è andata dispersa, mentre l'altra viene ancora utilizzata all'interno del santuario. Entrambe furono fuse nella stessa data di realizzazione del campanile, 1792, grazie ai finanziamenti dei summenzionati sacerdoti calabresi Giovanni Andrea e Nicola Fico.
Sulla parete della torre verso via Antonio Fratti è posizionata un'epigrafe celebrativa dei lavori effettuati nella chiesa in questa occasione: